# Козаченко, Алексей Константинович
Алексей Константинович Козаченко (1921—1976) — полковник Советской Армии, участник Великой Отечественной войны, Герой Советского Союза (1943).

## Биография
Алексей Козаченко родился 23 декабря 1921 года в селе Феликсовка (ныне — Липовецкий район Винницкой области Украины). Получил среднее образование, после чего работал учителем. В 1939 году Козаченко был призван на службу в Рабоче-крестьянскую Красную Армию. В 1941 году он окончил Киевское пехотное училище. С сентября того же года — на фронтах Великой Отечественной войны. В 1942 году Козаченко окончил курсы «Выстрел». К сентябрю 1943 года капитан Алексей Козаченко командовал 1-м стрелковым батальоном 835-го стрелкового полка 237-й стрелковой дивизии 40-й армии Воронежского фронта. Отличился во время битвы за Днепр.
В ночь с 23 на 24 сентября 1943 года батальон Козаченко переправился через Днепр в районе села Гребени Кагарлыкского района Киевской области Украинской ССР и захватил плацдарм на его западном берегу. В последующие дни батальон отражал многочисленные ожесточённые немецкие контратаки, которых только за 30 сентября было 23.
Указом Президиума Верховного Совета СССР от 23 октября 1943 года за «образцовое выполнение боевых заданий командования на фронте борьбы с немецкими захватчиками и проявленные при этом мужество и героизм» капитану Алексей Козаченко был удостоен высокого звания Героя Советского Союза с вручением ордена Ленина и медали «Золотая Звезда» за номером 2644.
В дальнейшем Козаченко участвовал в освобождении Правобережной Украины, Молдавской ССР, Румынии, Венгрии, Чехословакии. После окончания войны он продолжил службу в Советской Армии. В 1969 году в звании полковника Козаченко был уволен в запас. Проживал в Виннице, работал преподавателем. Скончался 13 ноября 1976 года, похоронен на Центральном кладбище Винницы.
Был также награждён орденом Красной Звезды и рядом медалей.